# President de Sri Lanka

Blasó de Sri Lanka

El president de Sri Lanka és el cap d'estat i cap de govern del país. Aquesta és la llista dels presidents de Sri Lanka des de l'adopció de la república, en 1972.
| #  | President                  | Imate | Inici del govern       | Fi del govern                       | Partit                    |
| -- | -------------------------- | ----- | ---------------------- | ----------------------------------- | ------------------------- |
| 1  | William Gopallawa          |       | 22 de maig de 1972     | 4 de febrer de 1978                 | sense partit              |
| 2  | Junius Richard Jayewardene |       | 4 de febrer de 1978    | 2 de gener de 1989                  | United National Party     |
| 3  | Ranasinghe Premadasa       |       | 2 de gener de 1989     | 1 de maig de 1993                   | United National Party     |
| 4  | Dingiri Banda Wijetunga    |       | 2 de maig de 1993      | 12 de novembre de 1994              | United National Party     |
| 5  | Chandrika Kumaratunga      |       | 12 de novembre de 1994 | 19 de novembre de 2005              | People's Alliance         |
| 6  | Mahinda Rajapaksa          |       | 19 de novembre de 2005 | 9 de gener de 2015                  | People's Alliance         |
| 7  | Maithripala Sirisena       |       | 9 de gener de 2015     | 18 de novembre de 2019              | Sri Lanka Freedom Party   |
| 8  | Gotabaya Rajapaksa         |       | 18 de novembre de 2019 | 14 de juliol de 2022 (va renunciar) | Sri Lanka Freedom Party   |
| 9  | Ranil Wickremesinghe       |       | 14 de juliol de 2022   | 2024                                | United National Party     |
| 10 | Anura Kumara Dissanayake   |       | setembre de 2024       | en el càrrec                        | Janatha Vimukthi Peramuna |